# Lustro Twardowskiego

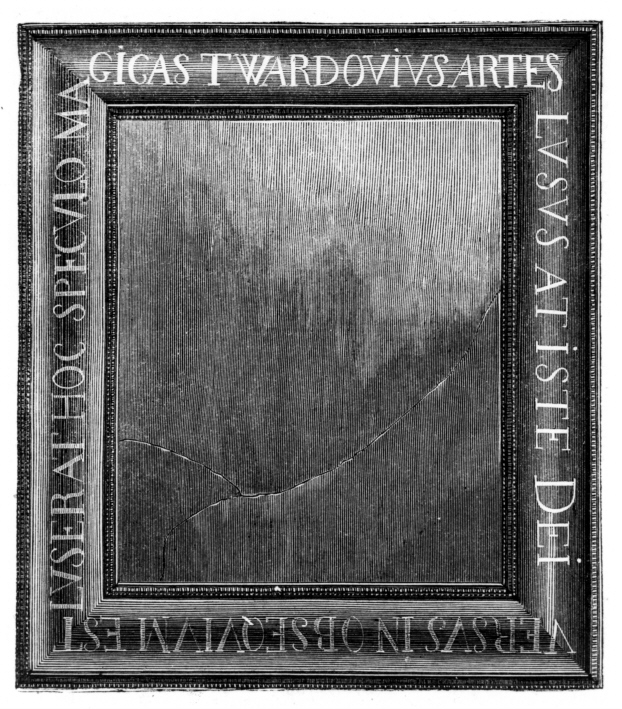
XVI-wieczne Lustro Twardowskiego przechowywane w Węgrowie.

Lustro Twardowskiego – renesansowe zwierciadło wykonane z kruchego metalu. 
Do naszych czasów zachowały się dwa lustra związane z legendą o Panu Twardowskim. Oba wykonano prawdopodobnie w Niemczech na początku XVI wieku. Ich przeznaczenie nie jest do końca jasne. Jak chce tradycja, miały być to przedmioty używane przez średniowiecznych i renesansowych alchemików do wykonywania różnych sztuk magicznych.
Pierwsze zwierciadło przechowywane jest w zakrystii kościoła parafialnego w Węgrowie. Trafiło tam na początku XVIII wieku za sprawą rodziny Krasińskich, która miała przekazać je jako votum na wyposażenie nowego domu zakonnego księży komunistów.

## Opis
Jedyne wystawiane na widok publiczny lustro Twardowskiego pochodzące z Węgrowa jest pęknięte na trzy części i zmatowiałe. Wykonane zostało z białego metalu,  stopu srebra, złota, cynku i cyny. Jest to przedmiot o wymiarach 56 na 46,5 cm, oprawiony w czarną drewnianą ramę, na której widnieje napis w języku łacińskim Luserat hoc speculo magicas Twardovius artes, lusus at iste Dei versus in obseqvium est (Bawił się tym lustrem Twardowski, magiczne sztuki czyniąc, teraz przeznaczone jest na służbę Bogu).
Według hipotezy Pantelejmona Juriewa (1904–1983, literat i dziennikarz), na powierzchni lustra znajdują się niewidoczne gołym okiem sztychy dwóch postaci – kobiety i diabła, rzut tego obrazu ma się ujawniać pod wpływem silnego strumienia światła.

## Legendy
- W roku 1812 w trakcie wyprawy na Rosję, wielka armia Napoleona Bonapartego zawitała do Węgrowa. Wódz postanowił rozbić tu obóz. Gdy usłyszał o legendzie lustra, które może jakoby pokazywać przyszłość, udał się zobaczyć je na własne oczy. Podobno zobaczył w nim klęskę, jaką miała ponieść jego armia w Rosji. W jednej z wersji wściekły Napoleon uderzył ręką w lustro, czego ślady – pęknięcie, widoczne jest do dziś. W innym podaniu przerażony upuścił lustro, które pękło na trzy kawałki.

- Kolejna legenda związana jest z królem Zygmuntem Augustem, dla którego Twardowski miał wywołać ducha jego zmarłej żony Barbary Radziwiłłówny. Znany mag Twardowski miał doprowadzić do zmaterializowania postaci żony przed obliczem króla. W specjalnie przygotowanej sieni naprzeciwko lustra postawił krzesło. Nakazał królowi, aby spoczął na nim i pod żadnym pozorem nie wstawał z krzesła, bo to może przynieść wielkie nieszczęście. Król wzruszony widokiem młodo zmarłej żony, wstał i próbował ją objąć. W tej samej chwili zjawa rozpłynęła się, a lustro pękło. Niedługo po tym wydarzeniu zarówno król, jak i Pan Twardowski zmarli.

- Legenda opowiadana przez miejscowych, mówi że ksiądz spojrzawszy w lustro zobaczył diabła  i rzucił w nie kluczami, stąd pęknięcia.
- Za czasów Napoleona, jeden z polskich żołnierzy uciekając przed wojskami carskimi skrył się w kościele, spojrzał w lustro i zobaczył starca z długą siwą brodą, zgarbionego i podtrzymującego się laską. Do kościoła wpadli żołnierze carscy, pojmali polskiego żołnierza. Został zesłany na Sybir, skąd wrócił jako starzec.